# Ion Grințescu
Ion Grințescu (n. 13 ianuarie 1874, Petricani, județul Neamț, Regatul României – d. 1 iulie 1963, București, România) a fost un botanist și fiziolog român, una dintre personalitățile marcante ale științelor agricole din România. A contribuit semnificativ la dezvoltarea fiziologiei vegetale și a protecției plantelor, fiind un dascăl respectat în învățământul agronomic superior de la București și Cluj.

## Biografie

### Copilărie și educație
Ion Grințescu s-a născut pe 13 ianuarie 1874 în Petricani, județul Neamț, într-o familie de învățători. A absolvit liceul la Piatra-Neamț în 1894, lucrând apoi la laboratorul unei farmacii din același oraș. Și-a început studiile superioare la Universitatea din București, dar a continuat la Facultatea de Științe Naturale a Universității din Geneva. A absolvit în 1898, studiind ulterior fizica și chimia încă doi ani. În perioada studenției (1897–1898), a fost angajat ca asistent la Institutul Botanic al Universității din Geneva și salariat al Departamentului Instrucțiunii Publice al Cantonului Geneva. În 1902, a obținut titlul de doctor în științe naturale la aceeași universitate, funcționând ca privat-docent de botanică până în 1911.

### Carieră profesională
În perioada 1905–1911, Ion Grințescu a ocupat funcția de director tehnic al Laboratorului Societății Farmaciilor Cooperative din Geneva, un rol care a reflectat înalta sa competență profesională. În 1911, s-a întors în România și a ocupat, prin concurs, postul de profesor la Școala Superioară de Agricultură de la Herăstrău, succedându-i lui Wilhelm Knechtel. Aici a predat la Catedra de Botanică, Zoologie și Mineralogie.
După Unirea din 1918, a fost chemat la Cluj pentru a contribui la fondarea Universității Daciei Superioare, alături de personalități precum Victor Babeș, Vasile Pârvan, Lucian Blaga și Sextil Pușcariu. A ocupat postul de profesor-agregat pentru Anatomie și Fiziologie Vegetală, devenind apoi director al Institutului de Botanică Generală al Universității din Cluj. În 1923, a fost numit profesor definitiv la Academia de Agricultură din Cluj, iar între 1923 și 1927 a fost prodecan și decan al Facultății de Științe. În perioada 1929–1937, a fost membru al Senatului Învățământului Superior. În 1937, s-a transferat la Catedra de Fiziologie a Plantelor a Universității din București, rămasă liberă după retragerea profesorului Emanoil Teodorescu.
Ion Grințescu a murit la București pe 1 iulie 1963, la vârsta de 89 de ani, fiind amintit ca un eminent reprezentant al științelor biologice în învățământul agricol superior.

## Activitate științifică

### Domenii de cercetare
- Anatomie și fiziologie vegetală
- Sistematică (floristică și fitogeografie)
- Tératologie și fitopatologie
- Algologie și protecția plantelor

### Contribuții originale
- A fost unul dintre primii cercetători care au studiat algologia experimentală, lucrările sale despre alge fiind citate timp de 50 de ani în literatura de specialitate internațională.
- A contribuit la fondarea fiziologiei vegetale ca specialitate agronomică în România, alături de Haralamb Vasiliu.
- A publicat studii practice despre protecția tutunului, inclusiv despre orobanchele parazite și ciuperca *Alternaria*.
- A propus valorificarea plantelor medicinale prin crearea unei industrii naționale, sugerând cultivarea plantelor precum menta și anasonul.

### Publicații și inițiative
Ion Grințescu a publicat lucrări în domenii variate, de la algologie la fitopatologie. Lucrarea sa *Curs de botanică generală* (1928, 1934), în cinci volume, a fost premiată de Academia Română cu premiul „Gheorghe Lazăr” și a fost un material didactic fundamental pentru studenții din agronomie, silvicultură, medicină veterinară și farmacie. A contribuit la *Flora RSR*, elaborând familiile botanice Cannabinaceae, Polygonaceae, Convolvulaceae, Vitaceae și Umbelifere.

### Recunoaștere internațională
Lucrările lui Grințescu au fost apreciate pe plan internațional:
- *Metode de cultură pură a algelor verzi* (1900), prezentată la Primul Congres de Botanică de la Paris, a fost o lucrare de referință.
- *Cercetări experimentale asupra morfologiei și fiziologiei la Scenedesmus acutus-Meyen* (1902) și *Contribuție la studiul Protocariotelor-Clorella vulgaris* (1903) au fost citate în bibliografia internațională timp de 50 de ani.
- Figura „înmulțirii” din lucrarea sa despre *Clorella vulgaris* a fost reprodusă în toate edițiile lucrării *Handbuch der Botanik für Hochschulere* (Strassburger, Fitting, Harder, Sierp, Karsten), începând din 1909.
- Lucrarea *Monografie du genre Astrantia* a fost acceptată integral de specialistul Hermann Wolf în *Umbeliferae Saniculoide* din enciclopedia *Pflanzenreich*.

## Lucrări
- La vie des plantes dans les Alpes, București, Tip. „Minerva”, 1903
- Orobanchele parazite pe tutunurile din România, București, Tip. „Sfetea”, 1915
- Les mouvements spontanés, Iași, Tip. „Goldner”, 1915
- Negreala grâului, „Viața Agricolă”, București, 1920
- L’enseignement agricole en Roumanie, București, Tip. „Bucovina”, 1920
- Cercetări experimentale cu scopul de a obține răsaduri sănătoase, „Buletinul Culturii Tutunului”, nr. 62-64, București, 1921
- Curs de botanică generală. Fascicolul 1, Cluj, Institutul de Arte Grafice „Ardealul”, 1928
- Herborization en Dobrogea, Cluj, Tip. „Ardealul”, 1929
- Ciuperci bune de mâncat, București, Tip. „Universala”, 1935
- Memoriu de titluri și activitate științifică, București, Tip. „Cartea Românească”, 1936
- Le problème du mélisse dans les Carpathes Roumaines, București, Ed. „Socec”, 1937
- Contribuțiuni botanice din Cluj, Cluj, „Naționala”, 1937
- Ciuperci otrăvitoare, București, Tip. „Universul”, 1940
- Problema valorificării plantelor medicinale în România, București, „Cartea Românească”, 1943
- Sur le mise en volume des plantes médicinales roumaines, „Publicațiile Academiei Române”, București, 1943

## In memoriam
Ion Grințescu este amintit ca un eminent botanist și fiziolog, un dascăl iubit și un om de o mare corectitudine. Resmeriță I. i-a dedicat o lucrare biografică în 1965, intitulată *Figuri de biologi. Ion Grințescu*. Generațiile viitoare îl vor păstra în conștiință ca un reprezentant de seamă al științelor biologice în învățământul agricol superior.